# Pachayachachic
Pachayachachic (”Världens lärare”) var hos folket i Inkariket i dagens Peru den högste skapelseguden.